# Philodromus marmoratus
Philodromus marmoratus es una especie de araña cangrejo del género Philodromus, familia Philodromidae. Fue descrita científicamente por Kulczynski en 1891.

## Distribución
Esta especie se encuentra en Austria, desde Chequia a Bulgaria y Ucrania.